# Enrique Maluenda
Héctor Enrique Maluenda Meneses, más conocido como Enrique Maluenda (Santiago, 5 de agosto de 1935-Santiago, 22 de octubre de 2023), fue un locutor radial y presentador de televisión chileno, que desarrolló una importante carrera tanto en su país como en Perú y Puerto Rico.

## Familia y estudios
Nació en Santiago en 1935, hijo de Enrique Maluenda Astudillo e Hilda Meneses. Estudió en el Liceo Manuel Barros Borgoño de su ciudad natal.
Se casó a sus 19 años, tuvo dos hijos y enviudó a temprana edad.[cita requerida] En 1962 conoció a Mercedes Ramírez Quiroz, con quien contrajo matrimonio el 7 de diciembre de 1973, y tuvo tres hijos.

## Carrera mediática

### Inicios y consagración
Comenzó como locutor en radio Prat, en 1955, y posteriormente en radio Corporación, ambas de Talca. Su primer trabajo en televisión fue en De fiesta con Los Flamingos en 1962, un programa dominical de Canal 13, además del programa De vacaciones en la misma estación, sin embargo decidió radicarse en Perú —dado el rechazo que el presidente de Chile Jorge Alessandri tenía hacia la televisión— donde animó El show de la una, renombrado posteriormente El hit de la 1, en Panamericana Televisión entre 1964 - 1968, y emitido en canales de Ecuador, Estados Unidos, México y Puerto Rico. En esta última isla realizaría, desde octubre de 1968, el programa El hit del momento en el Canal 11.
A su regreso a Chile en 1970, presentó el programa Sábados en el 9 en Canal 9, que fue rival directo de Sábados gigantes de Canal 13, conducido por Don Francisco; de manera simultánea realizó El show de Enrique Maluenda en Radio Agricultura. El 15 de julio de 1972 partió de Chile para radicarse nuevamente en Puerto Rico, esta vez por cuatro años, donde presentó Súper Show Goya —inicialmente en el Canal 4 y a partir del 28 de febrero de 1974 por la Telecadena Pérez Perry—, junto a Lillian Hurst y Luz Odilia Font, que también era transmitido a la comunidad latina en los Estados Unidos y se realizaron shows en vivo en dicho país.
En 1976 retornó a Chile para animar Dingolondango (1976-1977) y el recordado Festival de la una (1979-1988), ambos en Televisión Nacional de Chile (TVN). En este último consagró un particular estilo de animación diferenciado en Chile, especialmente por su particular forma de anunciar los patrocinadores que dejó una impronta en el colectivo de los años 1980. Tras el fin de Festival de la una trabajó en Radio Nacional.

### Década de 1990 y retiro de la televisión
Entre 1992 y 1993 volvió a Perú, donde condujo el programa de concursos El baúl de la felicidad en Panamericana Televisión. Durante la segunda mitad de la década de 1990 animó la transmisión de los sorteos del Kino de la Lotería de Concepción; primero en La Red (1996), y luego en Megavisión, donde se llamó Teve Kino (1996-1998) y Fiesta de millones (1998-2000), este último coanimado por Giovanni Canale. El 30 de abril de 2000 Maluenda anunció su retiro definitivo de la televisión.
Durante la década de 2000 se dedicó a realizar eventos privados a través de su productora, Enrique Maluenda Producciones, fundada en 1976. En septiembre de 2004 sufrió una parálisis facial causada por un virus, de la que fue recuperándose mediante ejercicios faciales. Fue trasplantado de hígado en noviembre de 2006, y en 2010 se le instaló un marcapasos. Hizo un cameo en la película de 2008 Tony Manero. En 2011 publicó su autobiografía Festival de recuerdos, y el 2 de octubre de ese año se despidió de los escenarios con un show de Festival de la una en el Teatro Caupolicán de Santiago, aunque ha continuado realizando presentaciones con su productora, la cual en la actualidad es manejada por sus hijos.

## Posición política
En 1988 participó en la franja electoral del plebiscito realizado en Chile ese año, apoyando a la opción «Sí» que buscaba la continuidad del gobierno del general Augusto Pinochet.
En 1989, con motivo de las elecciones parlamentarias, fue locutor de la franja electoral del Partido Nacional.
En junio de 2012, ingresó a la militancia del partido político de derecha Unión Demócrata Independiente (UDI), del cual al poco tiempo después se retira y deja nula su inscripción por no compartir finalmente la idea del partido y de quienes lo guiaban.

## Fallecimiento
La salud de Maluenda empezó a empeorar en sus últimos días producto de complicaciones derivadas de problemas hepáticos. Fue internado en el Hospital Clínico de la Universidad Católica y al no haber mejoría fue llevado a su casa para pasar sus últimos días junto a su familia. Falleció el domingo 22 de octubre de 2023, a las 9:30 horas, según anunció su hijo Rodrigo vía redes sociales. Fue velado en la Parroquia Nuestra Señora de las Mercedes y enterrado en el Cementerio General de Santiago.